# Zenit 666
Zenit 666 je epizoda је Zagora objavljena u br. 147. u izdanju Veselog četvrtka. Na kioscima se pojavila 9. maj 2019. Koštala je 270 din. (2,27 €; 2,65 $) Imala je 94 strane.

## Originalna epizoda
Originalna epizoda pod nazivom Zenith 666 objavljena je premijerno u br. 615. regularne edicije Zagora u izdanju Bonelija u Italiji 1. oktobara 2016. Epizodu je nacrtao Luigi Piccatto, a scenario napisao Luigi Mignacco. Epizodu je kolorizovao Fabio Piccatto. Naslovnicu je nacrtao Alessandro PIccinelli. Koštala je 3,5 €.

## Naslovna strana
Ovo je prva naslovna strana koju nije nacrtao dugogodišnji crtač Zagora Galijeno Feri, odn. koja je nacrtana posle Ferijeve smrti. (Feri je preminuo 2. aprila 2016)

## Prethodna i naredna epizoda
Prethodna epizoda nosila je naslov Ubice iz svemira (#146), a naredna Vampiri! (#148).